# Багайли
Багайли́ (крим. Bağaylı, до 2023 року — Фру́нзе) — село Євпаторійського району Автономної Республіки Крим. Населення становить 3 107 осіб. Орган місцевого самоврядування — Фрунзенська сільська рада.

## Географія

Багайли — село на півдні району, в степовому Криму, за 2 кілометри від берега Каламітської затоки Чорного моря, на березі озера Богайли, висота над рівнем моря — 15 м. Знаходиться біля кордону з Сімферопольським районом, найближче село — Теплівка Сімферопольського району — за 3 км на схід. Відстань до райцентру — близько 17 кілометрів, там же найближча залізнична станція.

## Історія
Село вперше зустрічається у 1921 році як хутір Червона Гірка. У 1930-х роках тут був створений совгосп імені Фрунзе, а у 1948 році село було об'єднане з сусіднім селом Багайли в село Фрунзе.
З початком війни та окупації Криму у 2014 році, основне підприємство села «Навчально-дослідний племінний птахівничий завод імені Фрунзе», яке було у трійці лідерів серед аналогічних підприємств України та постачало курчат і яйця у 20 областей України, збанкрутувало.

## Назва
У 2015 році село було внесено до переліку населених пунктів, які потрібно перейменувати згідно із законом «Про засудження комуністичного та націонал-соціалістичного (нацистського) тоталітарних режимів в Україні та заборону пропаганди їхньої символіки».
У 2016 році постановою Верховної Ради село було перейменовано на Багайли, постанова набула чинності 7 вересня 2023 року.